# Ashaga-Leger (ort i Azerbajdzjan)
Ashaga-Leger är en ort i Azerbajdzjan.   Den ligger i distriktet Qusar Rayonu, i den nordöstra delen av landet, 170 kilometer nordväst om huvudstaden Baku. Ashaga-Leger ligger 148 meter över havet och antalet invånare är 536.
Terrängen runt Ashaga-Leger är lite kuperad. Närmaste större samhälle är Xudat, 8,5 kilometer öster om Ashaga-Leger.
Trakten runt Ashaga-Leger består till största delen av jordbruksmark. Runt Ashaga-Leger är det ganska tätbefolkat, med 129 invånare per kvadratkilometer.